# Hanns-Martin-Schleyer-Halle
Die Hanns-Martin-Schleyer-Halle (kurz: Schleyer-Halle) ist die größte Mehrzweckhalle in Baden-Württemberg. Die Halle liegt im Stuttgarter Stadtbezirk Bad Cannstatt im NeckarPark etwa 200 m westlich von der MHPArena. Dazwischen liegen das Carl Benz Center und die Porsche-Arena. Mit letzterer ist sie durch ein gemeinsames Forum verbunden. Der Betreiber beider Hallen ist die Veranstaltungsgesellschaft in.Stuttgart.

## Bau und Kapazität
Die Halle wurde 1983 eröffnet und nach dem Arbeitgeberverbandspräsidenten und ehemaligen SS-Führer Hanns Martin Schleyer benannt, der 1977 durch die Rote Armee Fraktion (RAF) entführt und ermordet worden war. Die Halle verfügt mit 4000 m² über einen der größten Innenräume in Europa. Die Kapazität betrug zunächst rund 10.000 Sitzplätze beziehungsweise rund 13.000 Steh- und Sitzplätze. Die Halle verfügt über eine integrierte Radrennbahn (Länge: 285,71 Meter). 1991 sowie 2003 fanden hier UCI-Bahn-Weltmeisterschaften statt.
Von 2005 bis 2006 wurde die Arena für 12,2 Millionen Euro umgebaut und modernisiert. Die Radrennbahn wurde mit zwei Kurventribünen überbaut, außerdem entstand an der Kopfseite ein zweiter Tribünenrang. Die Kapazität beträgt nun maximal 15.500 Sitz- und Stehplätze. 8200 Sitzplätze sind fest eingebaut. Durch den Bau des gemeinsamen Foyers mit der Porsche-Arena konnte außerdem Platz für fünf Catering-Stationen und ein neues Restaurant im Bereich des Forums geschaffen werden.
Als Vorgängerbau einer Mehrzweckhalle gilt die Alte Reithalle.
Tragwerksplaner waren das Ingenieurbüro Peter und Lochner (Jörg Peter) und Architekten Siegel, Wonnenberg und Partner.

## Nutzung

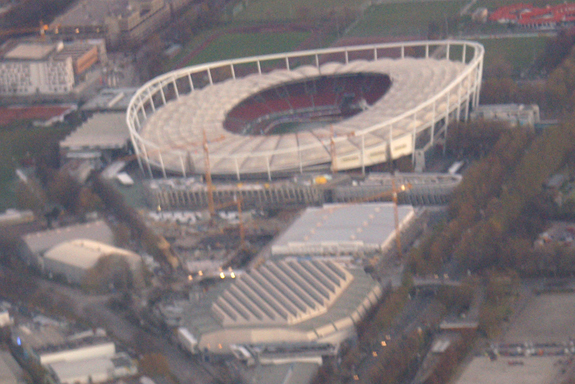
Unten: Hanns-Martin-Schleyer-Halle, oben: MHPArena

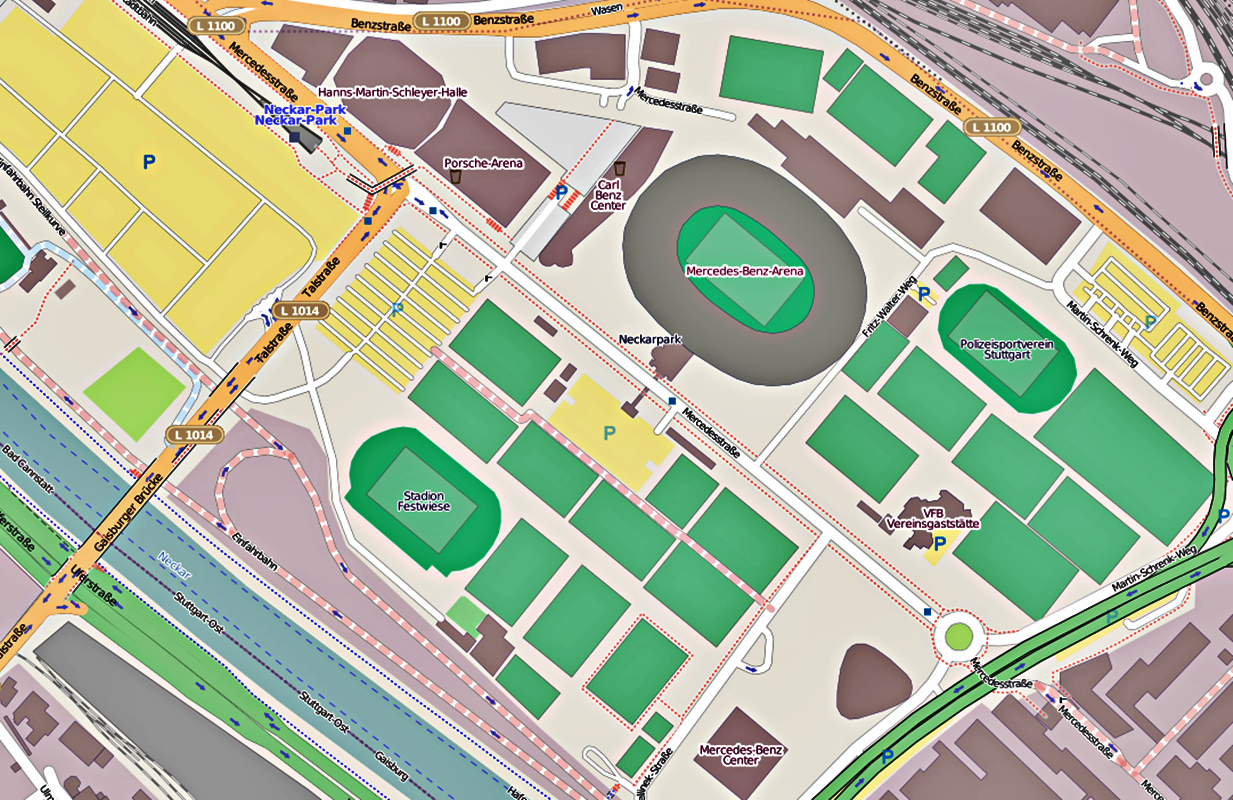
Lageplan des Geländes

Neben Kundgebungen, Parteitagen, Kirchentagen, Hauptversammlungen o. ä. finden insbesondere Musik- und Sportveranstaltungen statt.

### Sportwettkämpfe
- Stuttgart German Masters Reit- und Springturnier
- Box-Europameisterschaftskämpfe
- Hallenfußball-Turnier
- Hallenhandball-Bundesliga und Länderspiele
- Viertelfinale der Basketball-Europameisterschaft 1985
- DTB-Pokal (Turnen)
- ADAC SX Cup Moto Cross
- Leichtathletik-Sparkassen-Cup
- WWE SmackDown Wrestling
- Turn-Weltmeisterschaften 2019

### Musikveranstaltungen
- Night of the Proms
- Porsche Music Night
- Konzertveranstaltungen vieler Musiker aller Unterhaltungsmusikrichtungen.
- Nuclear Blast Festival (Metalfestival)

Wegen der mäßigen Akustik finden klassische Konzerte jedoch meist in der Stuttgarter Liederhalle statt.

### Fernsehsendungen (Auswahl)
- Musikantenstadl
- Wetten, dass..?
- The Dome

## Verkehrsanbindung
Die Hanns-Martin-Schleyer-Halle ist mit dem PKW und den öffentlichen Verkehrsmitteln erreichbar:
- S-Bahn-Linie S1 – Haltestelle Neckarpark (Mercedes-Benz) oder Haltestelle Bad Cannstatt der Linien S1, S2 und S3
- Stadtbahn-Sonderlinie U11 und U19 zu größeren Veranstaltungen bis Endstation Neckarpark (Stadion)
- Parkmöglichkeiten existieren auf großen Parkplätzen um die Halle.

## Abrisspläne ab 2024
Anfang September 2021 wurde bekannt, dass es Pläne gibt, die bestehende Halle nach der Fußball-EM 2024 abzureißen und durch einen größeren Neubau zu ersetzen. Die neue Halle soll eine Kapazität von 20.000 Plätzen haben und einen neuen Namen erhalten. Kritiker verweisen auf die hohen Kosten für die Stadtkasse und die enormen Treibhausgasemissionen, die durch einen Neubau entstünden. Dies sei nicht vereinbar mit der angestrebten Klimaneutralität 2035.